# Dwór w Żurawiu
Dwór w Żurawiu – zabytkowy dwór w Żurawiu w powiecie częstochowskim. Wpisany do rejestru zabytków woj. śląskiego pod nr. 468/89 z datą z 27 grudnia 1989 roku.

## Historia
Żuraw jest pierwszy raz wzmiankowany jako wieś rycerska biskupa krakowskiego Iwo Odrowąża w 1220 roku. Już wówczas istniał prawdopodobnie przy stawie pierwszy dwór w Żurawiu.
W 1815 roku Żuraw i pobliski Potok stały się własnością pułkownika wojsk napoleońskich, Michała Konstantego Pruszaka herbu Leliwa, który zamieszkał w Żurawiu. Prawdopodobnie to on wzniósł dwór, który przetrwał do obecnych czasów. Wybudował go na nowym miejscu, po drugiej stronie kościoła. Od tej pory wszyscy właściciele Żurawia stawali się automatycznie właścicielami Złotego Potoku. W 1831 roku zmarł ojciec Stanisława Leskiego, szambelan królewski Józef Leski (jego epitafium znajduje się w kościółku cmentarnym pw. św. Barbary). Po nim Żuraw odziedziczył jego szwagier, Michał Pruszak.
W 1840 roku, po wygranej licytacji, Żuraw wraz z dworem został zakupiony przez kapitana Cypriana Pintowskiego. Od tej pory zaczęli tutaj gospodarować zarządcy. W 1851 roku dobra złotopotockie wraz z Żurawiem nabył hrabia Wincenty Krasiński, z zamiarem osiedlenia syna z rodziną. W ten sposób oba majątki w 1858 roku stały się własnością Zygmunta Krasińskiego. W Złotym Potoku umarła jego ukochana córeczka Elżunia, a Krasiński po tej tragedii nigdy już tutaj nie powrócił. Po jego śmierci administracja dóbr Złoty Potok wraz z Żurawiem zaczęła podlegać Zarządowi Głównemu Dóbr i Interesów Domu Hr. Krasińskich w Warszawie. Prawnym ich właścicielem był natomiast syn wieszcza Władysław Krasiński. W 1877 roku poprzez małżeństwo córki poety, Marii Beatrix Krasińskiej, dobra złotopotockie i żurawskie stały się częścią majątku hr. Raczyńskich. Za jego czasów rozbudowany został kościół w Żurawiu, a także dwór (pod koniec XIX w.). Dwór w Żurawiu został w tym czasie wydzierżawiony przez Franciszka Steinhagena, brata Artura Steinhagena, założyciela Spółki Akcyjnej Fabryki Papieru w Myszkowie. Sprowadził on tutaj swojego brata, Edwarda Hugo, bankiera z Białegostoku mającego kłopoty finansowe w związku z początkiem rewolucji w Rosji. W dworze w Żurawiu urodził się też syn Edwarda Steinhagena – Artur, który później został w PRL-u konstruktorem silnika do „Syrenki”. W 1914 roku Tadeusz Dzierżykraj-Morawski, zarządca dóbr żurawskich, od którego majątek był dzierżawiony, opuścił Złoty Potok, co stało się równoznaczne z koniecznością opuszczenia Żurawia przez Steinhagenów. W tym czasie dwór został poddany remontowi przez Raczyńskich i po raz kolejny wydzierżawiony, tym razem Leonowi Leopardowi Leopoldowi Siemieńskiemu, synowi dzierżawcy Skrzydlowa. Po jego śmierci, w 1930 roku Raczyńscy zdecydowali się na parcelację majątku. Wówczas to dwór został zakupiony przez Zofię i Antoniego Grałków i zaczął stopniowo niszczeć.
Po II wojnie światowej majątek nadal znajdował się w rękach prywatnych, urządzono w nim mieszkania dla robotników, a ostatecznie chlew i kurnik. W 1975 roku dwór w złym stanie przejęła gmina Janów. W 1989 roku część Żurawia wraz ze zniszczonym dworem i resztkami parku zakupili od prywatnych właścicieli bracia Jarosław i Dariusz Laseccy z Myszkowa. W 1994 rok zniesiono współwłasność między braćmi i jedynym właścicielem resztek dworu i parku został Jarosław Lasecki. Dwa lata później dwór został wyremontowany pod nadzorem konserwatora zabytków. W 2004 roku w uznaniu zasług dla ratowania dworu jako majątku kultury narodowej, pojawiła się jego nowa oficjalna nazwa, dwór Laseckich w Żurawiu.
Dwór nie jest udostępniony do zwiedzania.